# 藤ノ川武雄
藤ノ川 武雄（ふじのかわ たけお、1946年9月26日 - ）は、北海道河東郡音更町出身で伊勢ノ海部屋に所属した元大相撲力士。本名は森田 武雄→祥玄→武雄。身長178cm、体重108kg。得意手は突き、押し、右四つ。最高位は西関脇。拓殖大学第一高等学校卒業。小柄さと機動型の相撲から土俵のキャッチフレーズが取り分け多かったことで知られており活字になったものだけでも今・牛若丸、ちびっ子ギャング、小さな巨人、鉄腕アトム、土俵のクレイ、ベトコン、忍者、土俵の魔術師など多数確認される。

## 来歴
拓殖大学に在籍していた次兄（のち警視庁柔道師範の森田祥業）から話を聞いた伊勢ノ海親方のスカウトを受けて上京し、東京の墨田区立両国中学校在籍中の1961年（昭和36年）5月場所、伊勢ノ海部屋より初土俵。前相撲では一番出世で、さらに1962年（昭和37年）1月場所では史上初の中学在籍中に三段目昇進を果たした。両親の意向を師匠も汲んで中学卒業後に拓大一高へ進学し、高校時代は拓大相撲部でも稽古を積んだ。幕下下位にいた頃に「小柄だから相撲は無理だ。高卒後は拓大へ入れてやる。」と次兄から打診されたことで学業を選び相撲を辞めることも考えたが、帰郷した際に廃業を申し出ると母が泣き出したため思いとどまった。結果として、高校は出席日数が足りずに1年留年したものの卒業を果たし、さらに1965年（昭和40年）11月場所では幕下7枚目で全勝優勝を果たし高校在籍中に新十両を決めた。1966年（昭和41年）1月場所新十両、同年11月場所に戦後生まれの力士として初の新入幕を果たした。入幕3場所目で同門の大関・豊山、横綱・佐田の山を下した星などで12勝3敗の好成績をあげ殊勲・技能賞をダブル受賞、翌場所入幕4場所目にして関脇に昇進。以後横綱柏戸剛の弟弟子でもあり「今牛若」「ちびっ子ギャング」などの異名をとった相撲振りや力士にしてはスマートな体型や渋い容姿から人気を博し、三賞も7回受賞する活躍をした。一方で恥ずかしがり屋でも知られ、「土俵は別だけど大勢の人の前に出るのは嫌。マゲをつけてジロジロ見られるのが嫌」などと語るような人物であったため土俵外の話題には乏しかった。ちなみに大鵬の45連勝目の相手（1969年（昭和44年）3月場所初日）でもある。当初はただ頭からぶつかるように指導されたことで新三役の時期まで本人が「右の耳がわいている（耳がこすれて変形すること）のを見ればわかるように、私は典型的な右四つ、右差し」と認識する相撲ぶりに徹していたが、稽古場で頸椎を痛めてしまったことで自信があった握力が神経の圧迫で失われてしまい、以降は動き回る相撲に変わっていった。
1969年（昭和44年）7月場所では前頭5枚目で12勝3敗の成績を挙げ、大関・清國と優勝決定戦を行い敗れはしたが、敢闘・技能賞を手にする活躍を見せた。1971年（昭和46年）7月場所6日目、前頭7枚目義ノ花戦で左足を負傷して7日目より休場してからは、持ち前の動き回って取る相撲が取れなくなり、幕内下位と十両を低迷するようになった。結局1972年（昭和47年）7月場所幕内に返り咲いたものの、11月場所で十両に陥落し場所前に引退を表明。年寄・立川を26歳という異例の若さで襲名した。
引退後は、伊勢ノ海部屋の部屋付き親方として後進の指導に当たっていたが、1982年（昭和57年）12月に先代師匠（元前頭・柏戸秀剛）が死去したことに伴い、伊勢ノ海部屋を継承した。自身が師匠を務めていた時期は、関脇・土佐ノ海（後に立川の名跡を譲渡）や幕内・藤ノ川、北勝鬨（後に伊勢ノ海部屋を継承）をはじめ、5人の関取を輩出した一方で「指導に自信がないからです。ないんだったら入れない方がいい。それだけ師匠には責任があるんです。」という理由で、外国人力士は採用しなかった。
2002年（平成14年）から日本相撲協会の理事に選出され、総合企画部長としてファンサービス企画の総責任を負っていたが、2007年（平成19年）に八百長疑惑や横綱・朝青龍問題、時津風部屋力士暴行死事件など空前の難問が一挙に噴出するという難局に見舞われ北の湖理事長の参謀として窮地に立たされた。この問題で記者会見等で北の湖に代わり報道陣に対し協会としてのコメントを発表する場面が度々見られ、年寄時代晩年期は各不祥事の「再発防止検討委員会」など委員長職を任され事件の根絶に忙殺された。2010年（平成22年）1月の任期満了をもって理事を退任した。停年直前には「敢闘精神評価」のアンケートを取り入れ、これが2018年3月場所現在でも館内での名物として存続している。同年2月から2011年（平成23年）1月まで相撲博物館館長代行。
停年を前に下の名前を「裕己茂」から初代伊勢ノ海親方、中断を挟んで7代目から10代目に当たる先代の伊勢ノ海親方が引退後、数年間名乗っていた「五太夫」に改名。
2011年（平成23年）9月25日（9月場所千秋楽）、弟子の幕下・勢（当時）が新関取昇進の内定を得たことを見届けながら日本相撲協会を停年退職。伊勢ノ海部屋は弟子の北勝鬨の勝ノ浦親方が12代伊勢ノ海の名跡と同時に継承した。なお、この日のみ12代伊勢ノ海と名跡を交換して勝ノ浦となっていたため、停年後もしばらく勝ノ浦の名跡を所有していた。
2018年（平成30年）3月26日、日本相撲協会の評議員に就任。

## 敢闘精神評価アンケート
大相撲八百長問題の再発防止策を検討する「大相撲新生委員会」が2011年3月9日に両国国技館で第1回の会合を開いた際、敢闘精神評価アンケートの原型とも言うべき案が議論された。当初の案としては、土俵下の「たまり席」を利用する300人の維持員に対しマークシート方式のアンケート用紙を配布し、敢闘精神あふれる相撲には5点満点、逆に無気力相撲と言われても仕方ない内容には1点、という具合に5段階の点数を付けてもらい、その点数を集計して発表するというものであった。実際に2011年9月場所から伊勢ノ海が導入したものは1000人の来場者にアンケート用紙を配り、十両以上の力士を対象として見ごたえのある取組に1点から4点までのポイントを付けてもらう方式である。2012年3月場所からは携帯電話での投票方法に変更され、それ以来アンケート用紙の代わりにQRコードつきの投票方法案内書が配布されるようになった。同時にアンケート対象者は来場者だけでなく、日本相撲協会公式携帯サイト「大相撲」の有料会員も加えられることになった。現在本場所中はその日ごとに敢闘精神評価アンケートのポイントを集計し、幕内・十両部門それぞれにおけるポイント上位3力士が日本相撲協会の公式サイトで発表され、場所後には得票上位力士の票数が雑誌『相撲』に掲載される形となっている。

## 主な成績
- 通算成績：403勝378敗31休　勝率.516
- 幕内成績：209勝240敗16休　勝率.465
- 現役在位：69場所
- 幕内在位: 31場所
- 三役在位：7場所（関脇2場所、小結5場所）
- 三賞：7回[1]
  - 殊勲賞：1回 (1967年3月場所)
  - 敢闘賞：2回 (1968年5月場所、1969年7月場所)
  - 技能賞：4回 (1967年3月場所、1969年1月場所、1969年3月場所、1969年7月場所)
- 金星：4個（佐田の山1個、大鵬1個、玉の海1個、北の富士1個）
- 各段優勝
  - 幕下優勝：1回 (1965年11月場所)

## 場所別成績
| | 一月場所 初場所（東京） | 三月場所 春場所（大阪） | 五月場所 夏場所（東京） | 七月場所 名古屋場所（愛知） | 九月場所 秋場所（東京） | 十一月場所 九州場所（福岡） |
| --- | ----------------------- | ----------------------- | ----------------------- | --------------------------- | ----------------------- | --------------------------- |
| 1961年 （昭和36年） | x                       | x                       | （前相撲）              | 東序ノ口21枚目 3–4          | 東序ノ口9枚目 5–2       | 西序二段25枚目 5–2          |
| 1962年 （昭和37年） | 西三段目95枚目 4–3      | 東三段目75枚目 5–2      | 東三段目40枚目 3–4      | 西三段目44枚目 3–4          | 西三段目56枚目 4–3      | 東三段目44枚目 5–2          |
| 1963年 （昭和38年） | 東三段目14枚目 5–2      | 東幕下74枚目 4–3        | 西幕下70枚目 3–4        | 西幕下73枚目 3–4            | 西幕下82枚目 2–5        | 東幕下95枚目 5–2            |
| 1964年 （昭和39年） | 東幕下74枚目 6–1        | 東幕下43枚目 6–1        | 東幕下25枚目 3–4        | 西幕下27枚目 5–2            | 西幕下18枚目 4–3        | 東幕下16枚目 5–2            |
| 1965年 （昭和40年） | 西幕下7枚目 2–5         | 東幕下19枚目 3–4        | 西幕下22枚目 6–1        | 東幕下7枚目 3–4             | 西幕下10枚目 4–3        | 東幕下7枚目 優勝 7–0        |
| 1966年 （昭和41年） | 西十両13枚目 9–6        | 西十両7枚目 7–8         | 東十両8枚目 7–8         | 西十両9枚目 10–5            | 東十両2枚目 10–5        | 東前頭13枚目 9–6            |
| 1967年 （昭和42年） | 東前頭6枚目 8–7         | 東前頭4枚目 12–3 殊技★  | 西関脇 7–8              | 西張出小結 2–13             | 東前頭5枚目 8–7         | 東前頭2枚目 3–12            |
| 1968年 （昭和43年） | 東前頭11枚目 11–4       | 東前頭3枚目 5–10        | 東前頭5枚目 10–5 敢     | 東前頭筆頭 5–10             | 西前頭4枚目 8–7         | 東前頭4枚目 8–7             |
| 1969年 （昭和44年） | 西前頭2枚目 9–6 技      | 西小結 8–7 技           | 西小結 3–12             | 東前頭5枚目 12–3 敢技       | 西小結 5–10             | 西前頭2枚目 5–10 ★          |
| 1970年 （昭和45年） | 西前頭6枚目 9–6         | 西前頭筆頭 7–8          | 西前頭2枚目 6–9         | 西前頭3枚目 7–8 ★           | 東前頭4枚目 9–6 ★       | 西関脇 4–11                 |
| 1971年 （昭和46年） | 西前頭2枚目 8–7         | 東小結 5–10             | 東前頭2枚目 3–12        | 西前頭9枚目 3–4–8           | 西十両3枚目 4–4–7       | 西十両7枚目 6–9             |
| 1972年 （昭和47年） | 東十両11枚目 8–7        | 西十両5枚目 10–5        | 西十両筆頭 10–5         | 東前頭11枚目 8–7            | 東前頭10枚目 2–5–8      | 東十両6枚目 引退 0–0–0      |
| 各欄の数字は、「勝ち-負け-休場」を示す。 優勝 引退 休場 十両 幕下 三賞：敢=敢闘賞、殊=殊勲賞、技=技能賞 その他：★=金星 番付階級：幕内 - 十両 - 幕下 - 三段目 - 序二段 - 序ノ口 幕内序列：横綱 - 大関 - 関脇 - 小結 - 前頭（「#数字」は各位内の序列） |                         |                         |                         |                             |                         |                             |

### 幕内対戦成績
| 力士名   | 勝数 | 負数 | 力士名 | 勝数 | 負数 | 力士名   | 勝数 | 負数 | 力士名 | 勝数 | 負数 |
| -------- | ---- | ---- | ------ | ---- | ---- | -------- | ---- | ---- | ------ | ---- | ---- |
| 青ノ里   | 3    | 3    | 朝岡   | 0    | 1    | 浅瀬川   | 3    | 1    | 朝登   | 3    | 1    |
| 旭國     | 1    | 1    | 追風山 | 0    | 1    | 扇山     | 2    | 0    | 大位山 | 1    | 0    |
| 魁傑     | 0    | 1    | 魁罡   | 1    | 1    | 海乃山   | 3(1) | 6    | 開隆山 | 0    | 2    |
| 和晃     | 0    | 1    | 北瀬海 | 1    | 0    | 北の湖   | 0    | 1    | 北の花 | 1    | 1    |
| 北の富士 | 3    | 16   | 清國   | 3    | 17*  | 黒姫山   | 4    | 2    | 高鉄山 | 10   | 5(1) |
| 琴櫻     | 9    | 11   | 金剛   | 1    | 0    | 佐田の山 | 1    | 3    | 錦洋   | 2    | 1    |
| 大麒麟   | 8    | 14   | 大豪   | 1    | 0    | 大受     | 0    | 2    | 大心   | 1    | 0    |
| 大雪     | 1    | 0    | 大鵬   | 1    | 16   | 大文字   | 0    | 1    | 大雄   | 3    | 4    |
| 大竜川   | 1    | 2    | 貴ノ花 | 2    | 4    | 高見山   | 5    | 5    | 玉の海 | 2    | 17   |
| 鶴ヶ嶺   | 1    | 0    | 時葉山 | 9    | 3    | 栃東     | 8    | 3    | 栃勇   | 0    | 1    |
| 栃王山   | 4    | 2    | 栃富士 | 2    | 0    | 豊國     | 4    | 0    | 羽黒岩 | 4    | 6    |
| 長谷川   | 9    | 6    | 花光   | 4    | 3    | 廣川     | 3    | 0    | 福の花 | 3    | 7    |
| 富士錦   | 7    | 0    | 二子岳 | 5    | 3    | 双津竜   | 0    | 1    | 前の山 | 6    | 14   |
| 牧本     | 0    | 1    | 増位山 | 0    | 1    | 三重ノ海 | 2    | 3    | 禊鳳   | 2    | 2    |
| 明武谷   | 2    | 4    | 陸奥嵐 | 9    | 8(1) | 豊山     | 5(1) | 3    | 吉王山 | 1    | 0    |
| 義ノ花   | 3    | 5    | 琉王   | 2    | 1    | 龍虎     | 6    | 6    | 若杉山 | 1    | 0    |
| 若秩父   | 2    | 0    | 若天龍 | 2    | 0    | 若浪     | 10   | 5    | 若鳴門 | 1    | 0    |
| 若ノ海   | 1    | 0    | 若乃洲 | 0    | 2    | 若二瀬   | 5    | 6    | 若見山 | 5    | 1    |
| 若吉葉   | 2    | 1    |        |      |      |          |      |      |        |      |      |

- 他に優勝決定戦で清國に1敗がある。

## 改名歴
- 森田武雄（もりた たけお）1961年5月場所-1965年11月場所
- 藤ノ川武雄（ふじのかわ -）1966年1月場所-1971年1月場所
- 藤ノ川豪人（- たけと）1971年3月場所-1972年11月場所

## 年寄名歴
- 立川 豪人（たてかわ たけと）1972年11月-1972年12月
- 立川 大祐（たてかわ　だいすけ）1972年12月-1976年11月
- 立川 裕己茂（たてかわ ゆきしげ）1976年11月-1982年12月
- 伊勢ノ海 裕己茂（いせのうみ ゆきしげ）1982年12月-2010年11月
- 伊勢ノ海 五太夫（いせのうみ ごだゆう）2010年11月-2011年9月
- 勝ノ浦 武雄（かつのうら たけお）2011年9月（定年退職）